# Marcos Aurelio Pérez Caicedo
Marcos Aurelio Pérez Caicedo (Daule, 14 de julho de 1967) é prelado equatoriano da Igreja Católica Romana, atualmente exercendo a função de arcebispo metropolita de Cuenca, no Equador, desde 2016. Anteriormente, foi bispo de Babahoyo, desde 2012, e bispo auxiliar de Guayaquil (2006-2012).

## Biografia
Marcos Aurelio nasceu em Daule, província de Guaias, Equador. Alcançou o bacharelado pelo Colégio Nacional Juan Bautista Aguirre, em sua cidade natal. Realizou seus estudos de filosofia e teologia no Seminário Maior de Guayaquil. Obteve a licenciatura em Teologia Espiritual na Pontifícia Universidade da Santa Cruz em Roma.
Foi ordenado presbítero em 19 de março de 1992 por imposição das mãos do arcebispo Dom Juan Ignacio Larrea Holguín e foi incardinado na Arquidiocese de Guayaquil.
Em 10 de junho de 2006, o Papa Bento XVI nomeou-o bispo titular de Maastricht e auxiliar de Guayaquil, recebendo a consagração episcopal de Dom Antonio Arregui Yarza, arcebispo local, sendo co-consagrantes Dom Giacomo Guido Ottonello, então núncio apostólico no Equador, e Dom Raúl Eduardo Vela Chiriboga, arcebispo de Quito.
Ao longo de seu ministério sacerdotal, Dom Marco Aurelio exerceu os seguintes cargos:vice-pároco da Paróquia El Sagrario (1992-1998); vice-reitor do Seminário Maior de Guayaquil (1998-1999); reitor do Seminário de Guayaquil (1999-2002); presidente da Organização de Seminários Equatorianos (2002); professor no Seminário Maior e na Escola de Teologia para Leigos de Guayaquil; capelão do Colégio Arquidiocesano Cardenal Bernardino Echeverría Ruiz; reitor do Seminário de Guayaquil (2004-2006); responsável pelas Vigararias Episcopais de Guayaquil-Sul e Santa Elena (2006-2008); responsável pelas Vigararias Episcopais de Guayaquil Centro e Norte, vigário episcopal para Catequese, Pastoral Juvenil, Leigos e Família (2008-2012); membro da Comissão Episcopal para os Leigos (2008-2011); membro do Conselho Governativo dos Bens e da Comissão para os Leigos da Conferência Episcopal Equatoriana (2011-2014).
Em novembro de 2011, assumiu provisoriamente o governo da Arquidiocese de Guayaquil enquanto o arcebispo Dom Antonio Arregui se recuperava de uma cirurgia cardíaca após sofrer um infarto múltiplo.
O Papa Bento XVI nomeou-o ordinário da Diocese de Babahoyo em 10 de fevereiro de 2012, e Dom Marcos Aurelio tomou posse da mesma em 16 de março seguinte. Havia mais de um ano que a diocese estava vacante, desde a transferência do ordinário antecessor, Dom Frei Fausto Gabriel Trávez Trávez, OFM, para a Arquidiocese de Quito, e estava sob os cuidados do arcebispo metropolita Dom Antonio Arregui.
Em 14 de setembro de 2013, o Papa Francisco nomeou-o administrador apostólico da Diocese de Guaranda, vacante com a transferência de Dom Ángel Polivio Sánchez Loaiza para a Diocese de Machala, até 15 de agosto de 2014, quando deu posse a novo ordinário daquela diocese, Dom Skiper Bladimir Yáñez Calvachi.
Foi eleito vice-presidente da Conferência Episcopal Equatoriana para o triênio 2014-2017.
Em 20 de junho de 2016, o Papa Francisco nomeou-o arcebispo metropolita de Cuenca. Tomou posse de seu cargo em 6 de agosto seguinte, em cerimônia realizada na Catedral da Imaculada Conceição de Cuenca. Recebera o pálio episcopal do Sumo Pontífice na Basílica de São Pedro em 29 de junho, Solenidade de São Pedro e São Paulo, pálio este que lhe foi imposto por Dom Guido Ottonello no mesmo dia.